# ATP Challenger Manta
Das ATP Challenger Manta (offizieller Name: Manta Open – Trofeo Ricardo Delgado Aray) war ein von 2004 bis 2014 stattfindendes Tennisturnier in Manta. Es war Teil der ATP Challenger Tour und wurde im Freien auf Hartplatz ausgetragen. Rekordsieger im Einzel sind Giovanni Lapentti, Thiago Alves und Gō Soeda mit je zwei Turniererfolgen. Im Doppel ist der Argentinier Brian Dabul der Rekordsieger mit zwei Turniersiegen.

## Liste der Sieger

### Einzel
| Jahr | Sieger                | Finalgegner         | Ergebnis       |
| ---- | --------------------- | ------------------- | -------------- |
| 2014 | Adrian Mannarino      | Guido Andreozzi     | 4:6, 6:3, 6:2  |
| 2013 | Michael Russell       | Greg Jones          | 4:6, 6:0, 7:5  |
| 2012 | Guido Pella           | Maximiliano Estévez | 6:4, 7:5       |
| 2011 | Brian Dabul           | Facundo Argüello    | 6:1, 6:3       |
| 2010 | Gō Soeda (2)          | Ryler DeHeart       | 7:65, 6:2      |
| 2009 | Horacio Zeballos      | Vincent Millot      | 3:6, 7:5, 6:3  |
| 2008 | Giovanni Lapentti (2) | Ricardo Mello       | 6:2, 6:4       |
| 2007 | Gō Soeda (1)          | Eduardo Schwank     | 6:4, 6:2       |
| 2006 | Thiago Alves (2)      | Brian Dabul         | 6:2, 6:2       |
| 2005 | Thiago Alves (1)      | Lesley Joseph       | 6:4, 6:1       |
| 2004 | Giovanni Lapentti (1) | Carlos Berlocq      | 6:72, 6:3, 6:4 |

### Doppel
| Jahr | Sieger                              | Finalgegner                         | Ergebnis          |
| ---- | ----------------------------------- | ----------------------------------- | ----------------- |
| 2014 | Chase Buchanan Peter Polansky       | Luis David Martínez Eduardo Struvay | 6:4, 6:4          |
| 2013 | Marcelo Arévalo Sergio Galdós       | Alejandro González Carlos Salamanca | 6:3, 6:4          |
| 2012 | Duilio Beretta Renzo Olivo          | Víctor Estrella João Souza          | 6:3, 6:0          |
| 2011 | Brian Dabul (2) Izak van der Merwe  | Marcel Felder Daniel Garza          | 6:1, 6:72, [11:9] |
| 2010 | Ryler DeHeart Pierre-Ludovic Duclos | Martin Emmrich Andreas Siljeström   | 6:4, 7:5          |
| 2009 | Ricardo Hocevar André Miele         | Santiago González Horacio Zeballos  | 6:1, 2:6, [10:7]  |
| 2008 | Alejandro González Eduardo Struvay  | Víctor Estrella Alejandro Fabbri    | 7:5, 3:6, [10:7]  |
| 2007 | Eduardo Schwank Horacio Zeballos    | John Paul Fruttero Eric Nunez       | 6:4, 6:2          |
| 2006 | Eric Nunez Jean-Julien Rojer        | Nicholas Monroe Horia Tecău         | 6:3, 6:2          |
| 2005 | Brian Dabul (1) Marcel Felder       | Franco Ferreiro Marcelo Melo        | 6:3, 4:6, 6:4     |
| 2004 | Marcos Daniel Santiago González     | Eric Nunez Jimy Szymanski           | 3:6, 6:2, 7:65    |